# フランツ・ヨーゼフ・ガル

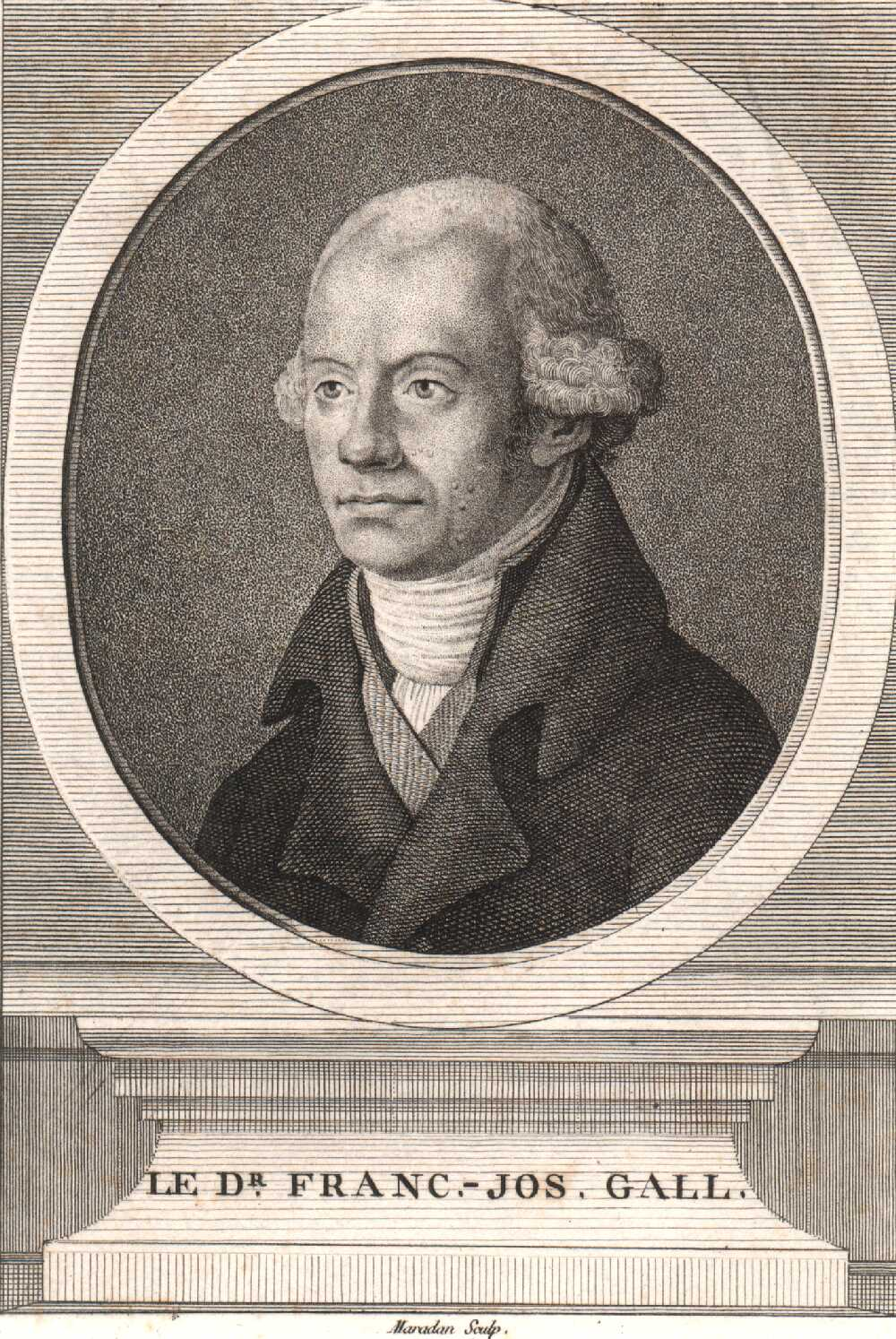
フランツ・ヨーゼフ・ガル

フランツ・ヨーゼフ・ガル(Franz Joseph Gall、1758年3月9日 - 1828年8月22日)は、ドイツの医師。骨相学の創始者とされる。脳の解剖学、神経の生理学を研究し、神経解剖学の進歩に貢献した。

## 概要
彼はバーデン州のティーフブロンの村の裕福な毛織物商人の家に生まれた。その家の次男として生まれた彼は、聖職者になることを考えたが、シュトラスブール大学で興味を感じて選択したのは医学だった。彼はその後オーストリアのウィーン大学でその学業を終えた。1800年ころ、彼は「骨相学」(cranioscopy)という頭蓋骨のかたちから、人格、個々の発達、道徳間隔などを決定づけるという方法を考え出した。cranioscopyは、のちに彼の弟子のヨーハン・シュプルツヘイムによってphrenologyという呼称に変更された。
ガルの脳の概念は革命的なもので、聖職者や科学者たちから異端視されることとなった。ローマカトリック教会は、神によってつくられたはずの心が脳の中にその場所を持っているなどという考え方は教義に反し、破門に値すると考えた。
既成の科学者は、彼の見解には科学的な証明が欠けているとした。彼の考えは、オーストリア皇帝フランツ・ヨーゼフ1世からも認められなかった。こうした反発によって、ガルは、オーストリアでの教職を断念するにいたった。彼は次なる教職をドイツに求め、住まいはパリに移した。革命に沸くフランスは彼のような革新的な科学者を受け入れてくれるかに思えたのである。しかし、皇帝ナポレオン・ボナパルトやフランス学士院の既成の科学者たちは、彼の説を間違いとした。そうした期待外れはあったものの、彼は自分の専門分野でなんとかパリで満足のいく拠点を確保することに成功し、パリのサロンにも受け入れられた。ガルの骨相学は、イギリスでもっともよく受け入れられ、イギリスの支配階級は自分たちの植民地支配の劣悪さを正当化するために彼の教説を利用した。1820年から1859年にかけて、アメリカ合衆国で徐々に知られるようになる。人種差別の正当化のために彼の考えや教説を悪用することは、彼の信奉者たち、特にヨーハン・シュプルツハイムなどを彼から遠ざけることになった。またその他の人たちは、彼の性格学などの理論を改善しようともした。
彼業績に伴うかかる問題の数々にもかかわらず、ガルは神経科学へ重要な貢献を積み重ねた。1823年彼は、スウェーデン王立科学院のメンバーに選定された。ガルは、1828年8月22日パリで亡くなった。結婚はしていたが、子どもはいなかった。しかし、彼の兄弟の直接の子孫が、1949年までドイツにいた。彼の頭蓋骨の収集品は、オーストリアのウィーン近くのバーデンのロレット博物館で見ることができる。この地には彼の身内の何人かが今も生活している(http://www.bmi.gv.at/oeffentlsicherheit/2006/09_10/Seinerzeit.pdf )。ガルの理論は、イタリアの犯罪学者チェーザレ・ロンブローゾやその競争相手でフランスのアレクサンドル・ラカサーニュに影響を与えた。